# 赫里普內
50°21′8″N 37°18′28″E / 50.35222°N 37.30778°E
赫里普内（烏克蘭語：Хрипуни）是位於烏克蘭東部的村莊，由哈爾科夫州丘胡伊夫区的沃夫昌斯克市鎮負責管轄。該村始建於1695年，面積1.32平方公里，海拔高度138米，2001年人口108。